# L'amor no es pot comprar
L'amor no es pot comprar (títol original: Can't Buy Me Love), és un teen movie estatunidenc de Steve Rash, estrenat l'any 1987. Ha estat doblat al català

## Argument
Ronald Miller (Patrick Dempsey), un jove tímid de l'institut, no suporta més ser considerat un perdedor i somnia esdevenir un noi connectat i a la moda. Estableix un acord amb Cindy Mancini (Amanda Peterson), una de les noies més populars de l'institut al mateix temps que el seu amor secret, amb la finalitat que li permeti finalment estar connectat. Per 1.000 dòlars i per un mes, es fa passar pel seu xicot i comença a ser una estrella en el campus. Però res no passa com estava previst...

## Repartiment
- Patrick Dempsey: Ronald Miller
- Amanda Peterson: Cindy Mancini
- Courtney Guanys: Kenny
- Seth Green: Chuckie Miller
- Sharon Farrell: la Sra. Mancini
- Tina Caspary: Barbara
- Darcy DeMoss: Patty
- Cort McCown: Quint
- Eric Bruskotter: Big John
- Gerardo Mejía: Ricky
- Dennis Dugan: David Miller
- Cloyce Morrow: Judy Miller
- Devin DeVasquez: Iris
- Ami Dolenz: Fran

## Remake
El 2003, el remake L'Amor no té preu, s'estrena amb Nick Cannon i Christina Milian en els papers principals.